# Fußball-Weltmeisterschaft 1998/Rumänien
Dieser Artikel behandelt die rumänische Fußballnationalmannschaft bei der Fußball-Weltmeisterschaft 1998.

## Qualifikation
| Rumänien      | - | Litauen       | 3:0 |
| Island        | - | Rumänien      | 0:4 |
| Mazedonien    | - | Rumänien      | 0:3 |
| Rumänien      | - | Liechtenstein | 8:0 |
| Litauen       | - | Rumänien      | 0:1 |
| Rumänien      | - | Irland        | 1:0 |
| Rumänien      | - | Mazedonien    | 4:2 |
| Liechtenstein | - | Rumänien      | 1:8 |
| Rumänien      | - | Island        | 4:0 |
| Irland        | - | Rumänien      | 1:1 |

## Rumänisches Aufgebot
| Nr.               | Name                | Verein vor WM-Beginn     | Geburtstag | Spiele   | Tore     |          |          |
| Torhüter          | Torhüter            | Torhüter                 | Torhüter   | Torhüter | Torhüter | Torhüter | Torhüter |
| ----------------- | ------------------- | ------------------------ | ---------- | -------- | -------- | -------- | -------- |
| 1                 | Dumitru Stângaciu   | Kocaelispor              | 09.08.1964 | 0        | 0        | 0        | 0        |
| 12                | Bogdan Stelea       | UD Salamanca             | 05.12.1967 | 4        | 0        | 0        | 0        |
| 22                | Florin Prunea       | FC Universitatea Craiova | 08.08.1968 | 0        | 0        | 0        | 0        |
| Abwehrspieler     |                     |                          |            |          |          |          |          |
| 2                 | Dan Petrescu        | FC Chelsea               | 22.12.1967 | 4        | 1        | 2        | 0        |
| 3                 | Cristian Dulca      | Rapid Bukarest           | 25.10.1972 | 1        | 0        | 0        | 0        |
| 4                 | Anton Doboș         | AEK Athen                | 30.10.1965 | 1        | 0        | 0        | 0        |
| 6                 | Gheorghe Popescu    | Galatasaray SK           | 09.10.1967 | 4        | 0        | 2        | 0        |
| 13                | Liviu Ciobotariu    | FC Național Bukarest     | 26.03.1971 | 4        | 0        | 1        | 0        |
| 18                | Iulian Filipescu    | Galatasaray SK           | 29.03.1974 | 3        | 0        | 2        | 0        |
| 20                | Tibor Selymes       | RSC Anderlecht           | 14.05.1970 | 0        | 0        | 0        | 0        |
| Mittelfeldspieler |                     |                          |            |          |          |          |          |
| 5                 | Constantin Gâlcă    | Espanyol Barcelona       | 08.03.1972 | 4        | 0        | 0        | 0        |
| 8                 | Dorinel Munteanu    | 1. FC Köln               | 25.06.1968 | 4        | 0        | 1        | 0        |
| 10                | Gheorghe Hagi       | Galatasaray SK           | 05.02.1965 | 4        | 0        | 1        | 0        |
| 15                | Lucian Marinescu    | Rapid Bukarest           | 24.06.1972 | 4        | 0        | 0        | 0        |
| 16                | Gabriel Popescu     | UD Salamanca             | 23.12.1973 | 0        | 0        | 0        | 0        |
| 19                | Ovidiu Stîngă       | PSV Eindhoven            | 05.12.1972 | 2        | 0        | 0        | 0        |
| Stürmer           |                     |                          |            |          |          |          |          |
| 7                 | Marius Lăcătuș      | Steaua Bukarest          | 05.04.1964 | 2        | 0        | 0        | 0        |
| 9                 | Viorel Moldovan     | Coventry City            | 08.07.1972 | 4        | 2        | 0        | 0        |
| 11                | Adrian Ilie         | FC Valencia              | 20.04.1974 | 4        | 1        | 1        | 0        |
| 14                | Radu Niculescu      | FC Național Bukarest     | 02.03.1975 | 2        | 0        | 0        | 0        |
| 17                | Ilie Dumitrescu     | CF Atlante               | 06.01.1969 | 1        | 0        | 0        | 0        |
| 21                | Gheorghe Craioveanu | Real Sociedad            | 14.02.1968 | 1        | 0        | 0        | 0        |
| Trainer           |                     |                          |            |          |          |          |          |
|                   | Anghel Iordănescu   |                          | 04.05.1950 |          |          |          |          |

## Spiele der rumänischen Mannschaft

### Vorrunde
- Rumänien –  Kolumbien 1:0 (1:0)

Stadion: Stade Gerland (Lyon)
Zuschauer: 37.572
Schiedsrichter: Lim Kee Chong (Mauritius)
Tore: 1:0 Ilie (45.)
- Rumänien –  England 2:1 (0:0)

Stadion: Stade de Toulouse (Toulouse)
Zuschauer: 33.500
Schiedsrichter: Marc Batta (Frankreich)
Tore: 1:0 Moldovan (47.), 1:1 Owen (79.), 2:1 Petrescu (90.)
- Rumänien –  Tunesien 1:1 (0:1)

Stadion: Stade de France (Saint-Denis)
Zuschauer: 77.000
Schiedsrichter: Edward Lennie (Australien)
Tore: 0:1 Souayah (10.) 11m, 1:1 Moldovan (72.)
Mit großen Hoffnungen, die Misserfolge der 1990er zu beenden, ging das junge englische Team um David Beckham in die WM 1998 und dem Weltmeister von 1966 gelang ein Auftaktsieg gegen Tunesien. Im zweiten Spiel sollte jedoch Rumänien seine Leistung von vor 4 Jahren bestätigen. In einem äußerst spannenden Spiel sorgte Petrescus Treffer für einen Sieg in letzter Minute gegen die englische Mannschaft. Trotz des folgenden müden 1:1 gegen Tunesien sicherte sich Rumänien damit vor England den ersten Platz. Kolumbien fand nie wirklich in das Turnier und so beendete die Elf um Altstar Valderrama das Turnier mit 3 Punkten auf Platz 3.

### Achtelfinale
| 31.800 | Parc Lescure (Bordeaux) | Rumänien | Kroatien | Javier Castrilli (Argentinien) | 0:1 (0:0) | 0:1 Šuker (47.) 11m |

Kroatien gewann in einem äußerst schwachen Spiel gegen Rumänien durch ein Tor von Davor Šuker.